# STS-117

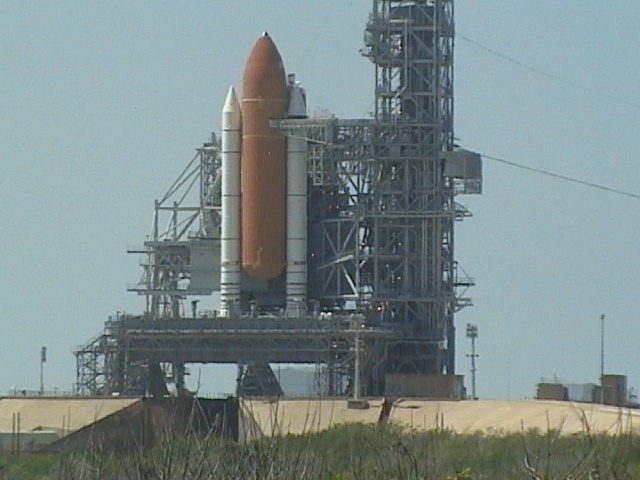
De Atlantis STS-117 op Launch Pad 39A

STS-117, voluit Space Transportation System-117, was een Spaceshuttlemissie naar het Internationaal ruimtestation ISS met de Spaceshuttle Atlantis.
Ze moest de derde set grote zonnepanelen met bijhorende energiesystemen (officiële naam "S3/S4 Truss") leveren, en een lid van de aanwezige ISS-bemanning vervangen.
De Space Shuttlebemanning begon met de S3/S4 Truss vast te maken aan het station en later een ander zonnepaneel op te plooien. Zo kwam er plaats voor de pas geïnstalleerde zonnepanelen die daarna worden ontplooid.

## Bemanning
- Frederick Sturckow (3) - Commandant
- Lee Archambault (1) - Piloot
- James F. Reilly (3) - Missiespecialist
- Steven Swanson (1) - Missiespecialist
- John Olivas (1) - Missiespecialist
- Patrick G. Forrester (2) - Missiespecialist
  - Clayton Anderson (1) - Missiespecialist bij lancering, bleef op het ISS achter als vluchtingenieur
  - Sunita Williams (1) - Was vluchtingenieur op het ISS, en keerde als missiespecialist terug met de shuttle

 Het nummer tussen haakjes duidt aan hoeveel missies de astronaut gevlogen zal hebben na STS-117 

## Uitstel van de missie
De lancering van de Atlantis was oorspronkelijk voorzien op 16 maart 2007. Toen ze op 26 februari op het lanceerplatform klaarstond, trok er echter een zware hagelstorm voorbij, met hagelbollen zo groot als golfballen. Uit inspecties bleek toen dat er tussen de 1000 en 2000 deuken waren in de schuimlaag van de oranje externe tank. Die deuken konden erg gevaarlijk worden als er water in kwam te staan dat dan achteraf zou bevriezen. Bij de lancering zouden deze stukjes ijs op de shuttle kunnen vallen en zo het hitteschild beschadigen. Daarom werd besloten om de Atlantis op 4 maart terug naar het assemblagegebouw te brengen, zodat de shuttle verder geïnspecteerd kon worden en kon worden gerepareerd.
Op 10 april kwamen de shuttlemanagers samen om een nieuwe lanceerdatum af te spreken. Uiteindelijk besloten ze dat de reparaties van de externe tank verder moesten gaan, en dat die niet vervangen werd door een andere. Toch bleef er een reservetank opzij gehouden, mocht die toch nodig zijn. Ze kwamen ook overeen om 8 juni als nieuwe lanceerdatum te nemen. Die datum zou genoeg tijd geven om de herstellingen te doen, om de druk op de reparatie niet te groot te maken.
Als gevolg van het uitstellen van STS-117 werden de erop volgende shuttlemissies ook uitgesteld. Zo zou STS-118 pas op 9 augustus dat jaar vertrekken, STS-120 op 20 oktober en STS-122 op 9 december. Ook de lancering van het Europese vrachtschip ATV, oorspronkelijk nog gepland voor juli 2007, werd uitgesteld tot november 2007.
Sunita Williams ging oorspronkelijk met STS-118 het ISS verlaten, maar omdat STS-117 ongeveer werd gevlogen wanneer STS-118 gepland was, besloot de NASA dat Williams zou terugkomen met STS-117.

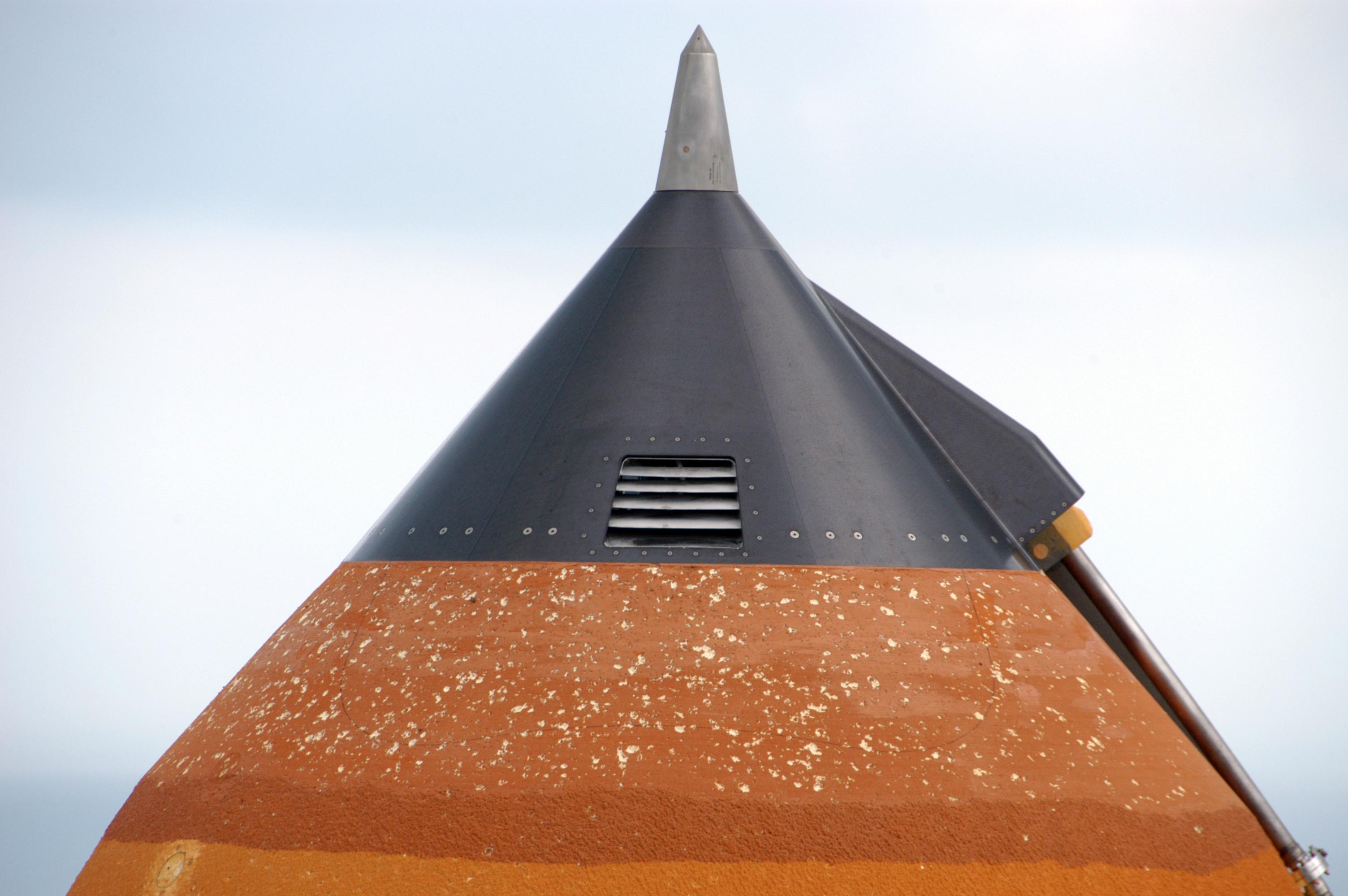
Schade aan de top van de ET (De witte vlekjes zijn de kuiltjes)

## Missietijdlijn

### De weg naar het ISS
- Vluchtdag 1
  - Lancering

- Vluchtdag 2
  - Inspectie van de Space Shuttle, o.a. het hitteschild

### Assemblage van het ISS
- Vluchtdag 3
  - Koppeling aan het ISS
  - De robotarm van de Space Shuttle neemt de S3/S4 Truss uit de ladingsruimte en draagt deze over aan de robotarm van het ISS

- Vluchtdag 4
  - De robotarm van het ISS installeert de S3/S4 Truss op S1 Truss
  - Astronauten Reilly en Olivas maken een eerste ruimtewandeling
    - Ze verbinden de elektriciteitskabels tussen de S1 en de S3 Truss
    - Ze maken de nieuwe zonnepanelen en radiator klaar voor ontplooiing

- Vluchtdag 5
  - De S4-zonnepanelen worden ontplooid

- Vluchtdag 6

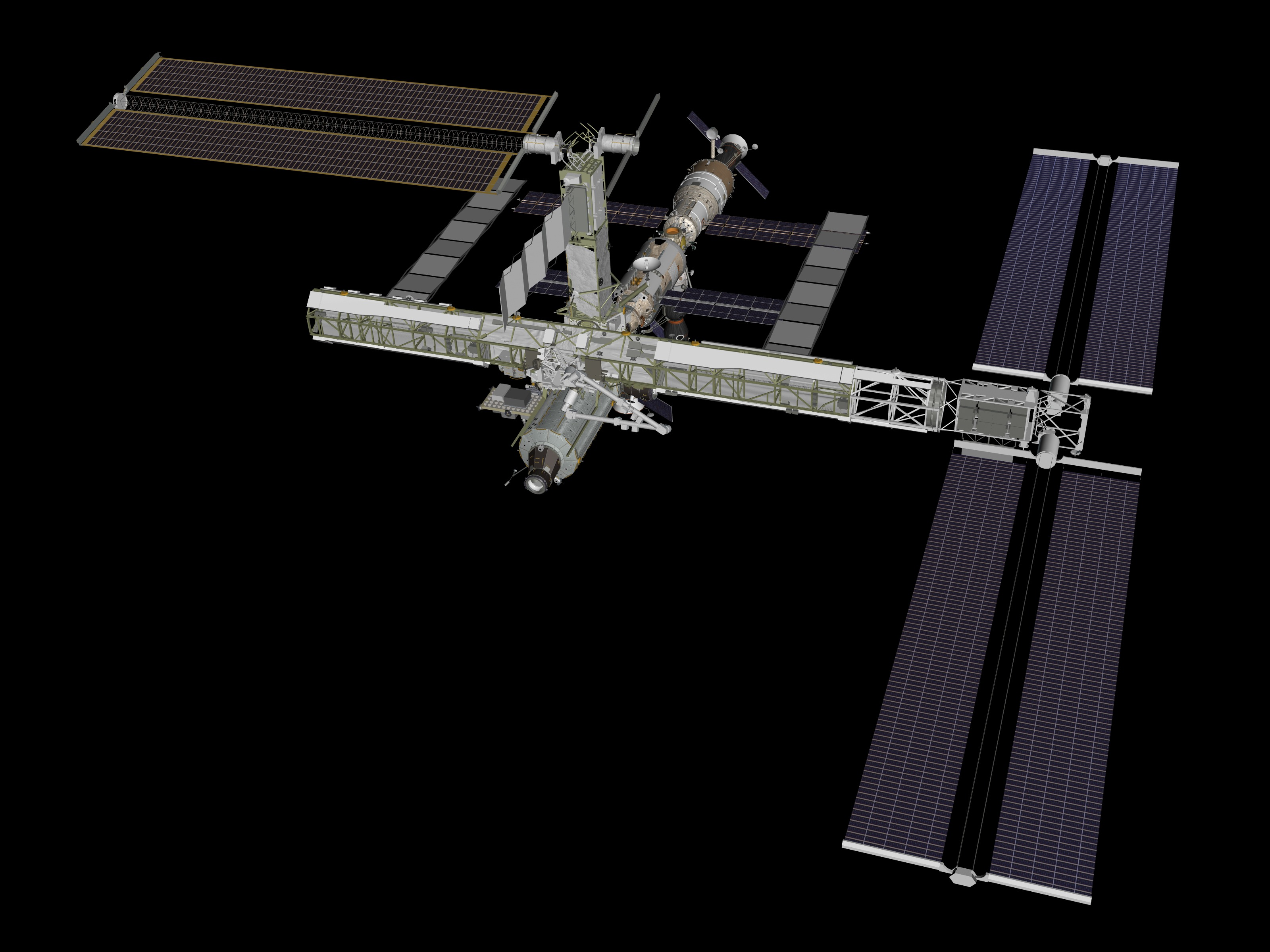
Het ISS vóór STS-117

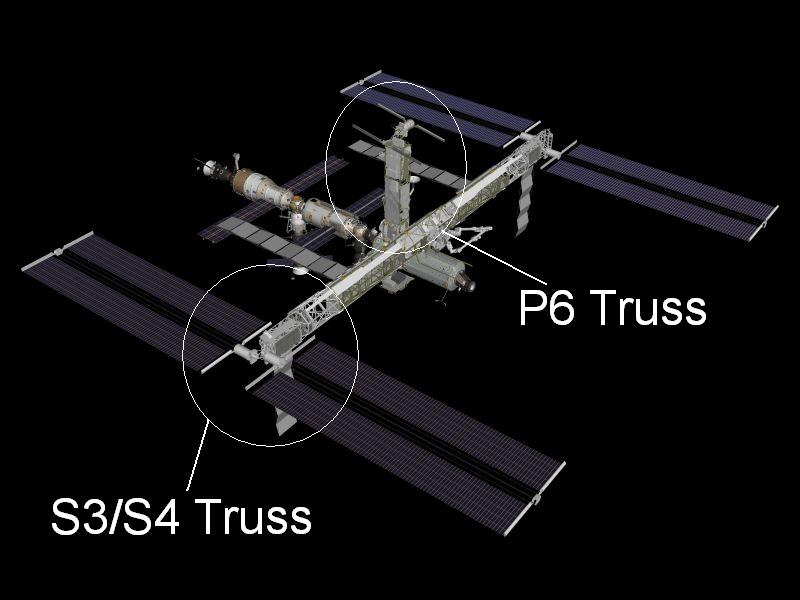
Het ISS na STS-117

  - Eerste poging om het P6-zonnepaneel aan stuurboordzijde op te plooien
  - Astronauten Forrester en Swanson maken de tweede ruimtewandeling van de missie
    - Ze maken het scharnier om de zonnepanelen rond te laten draaien los

- Vluchtdag 7
  - Indien nodig, een tweede poging om het P6-zonnepaneel op te plooien
  - Indien nodig, een extra inspectie op een specifiek deel van het hitteschild van de shuttle

- Vluchtdag 8
  - Reilly en Olivas maken een derde ruimtewandeling
    - Ze installeren waterstofklep op het Destiny-laboratorium

- Vluchtdag 9
  - Voorraden worden van de Space Shuttle naar het ISS overgebracht
  - Afscheid van de ISS-bemanning en het sluiten van de koppelingspoort

### De weg naar huis
- Vluchtdag 10
  - Ontkoppeling van het ISS
  - De shuttle maakt een vlucht rond het ISS
  - Er wordt een laatste inspectie gemaakt van het hitteschild

- Vluchtdag 11
  - De bemanning bergt al het materiaal op en controleert alle systemen

- Vluchtdag 12
  - De deuren van het vrachtruim worden gesloten
  - De remraketten worden ontstoken zodat de shuttle terug naar de aarde keert
  - De shuttle maakt een landing bij het Kennedy Space Center in Florida

## Achtergrond van de missie
De STS-117-missie kan bouwen op ervaring van vorige constructiemissies aan het ISS.

### Opplooien van een zonnepaneel

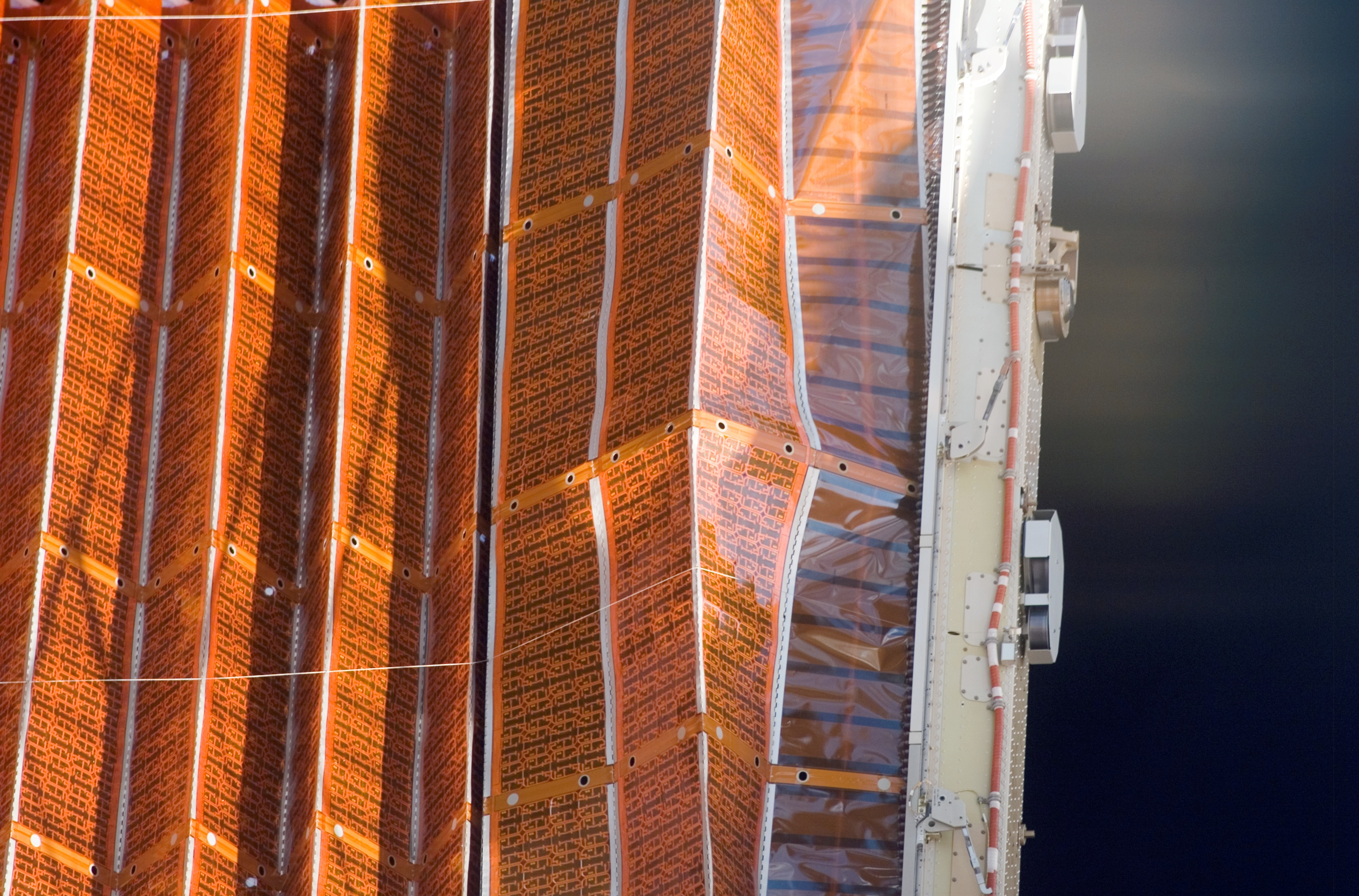
De knik in het zonnepaneel op STS-116

Op STS-116 werd het bakboordpaneel van de P6-truss al opgevouwen.
Dit ging toen echter niet als verwacht, ingenieurs hadden namelijk verwacht dat dit kon gebeuren met een simpel commando vanaf de grond.
Maar bij het plooien kwam er een knik in het zonnepaneel, waardoor er een extra ruimtewandeling moest ingelast worden.
Bij de planning van STS-117 wordt daar nu rekening mee gehouden.

### Ontplooien van een zonnepaneel

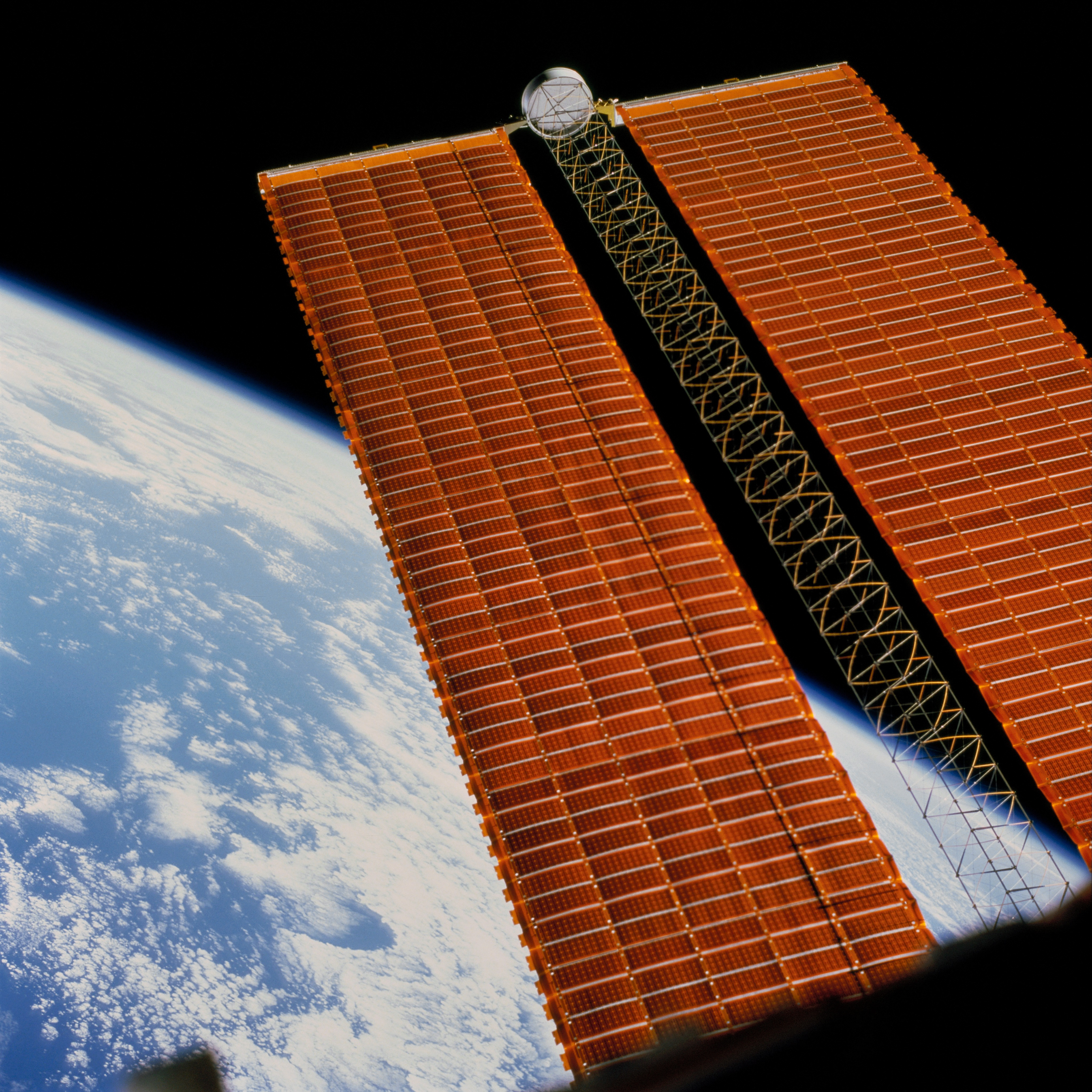
Het eerste zonnepaneel ontplooid tijdens STS-97, merk op dat het linkerzeil boller staat dan het rechter.

Op STS-97 werden de eerste 2 van de 8 grote zonnepanelen ontplooid, maar ook dit ging niet geheel zonder problemen.
Het eerste paneel werd in één keer zonder pauzes in 13 minuten ontplooid.
Op foto's achteraf bleek dat het linkerzeil van het zonnepaneel slap hing, waarschijnlijk doordat een kabel door de spanning was gesprongen.
Daarom worden nu al deze zonnepanelen met pauzes ontplooid, zodat het paneel telkens kan opwarmen als het in de zon komt.
Het tweede zonnepaneel en de twee zonnepanelen aan de S3-truss werden op deze manier ontplooid en vertoonden geen problemen.

### Losmaken van bouten
Op STS-116 moesten bouten losgemaakt worden om de P3/4-truss te kunnen installeren op het ISS. Deze waren echter heel hard vastgedraaid waardoor het de astronauten veel meer moeite en tijd kostte dan verwacht. Op deze missie zal speciaal gereedschap worden meegenomen waarmee ze meer kracht kunnen zetten op deze bouten.
STS-51-J · STS-61-B · STS-27 · STS-30 · STS-34 · STS-36 · STS-38 · STS-37 · STS-43 · STS-44 · STS-45 · STS-46 · STS-66 · STS-71 · STS-74 · STS-76 · STS-79 · STS-81 · STS-84 · STS-86 · STS-101 · STS-106 · STS-98 · STS-104 · STS-110 · STS-112 · STS-115 · STS-117 · STS-122 · STS-125 · STS-129 · STS-132 · STS-135